# Medellín (municipalité)
Pour les articles homonymes, voir Medellín (homonymie).

La municipalité de Medellín, également nommée Medellín de Bravo, est l'une des 212 municipalités de l'État de Veracruz, et est située dans la partie centrale de cet État. Bien que n'ayant pas d'ouverture sur le littoral, elle est située sur le golfe du Mexique et appartient à sa plaine côtière. Située juste au sud de son embouchure, elle est traversée par le fleuve Río Jamapa et son principal affluent le Río Cotaxtla. Localisée au sud de la ville de Veracruz, elle appartient à la "Zona metropolitana de Veracruz", qui regroupe autour de cette grande ville les municipalités limitrophes qui font partie de son aire d'attraction. Elle est administrativement rattachée à la région de Sotavento, qui est une des 10 circonscriptions administratives de l'État de Veracruz.

## Géographie
La municipalité de Medellín est située dans la basse vallée du fleuve Río Jamapa, en amont de son embouchure et comprend sur son territoire sa confluence avec la rivière Río Cotaxtla, qui est son principal tributaire. Cette dernière traverse son territoire du sud au nord, avant de rencontrer le Río Jamapa, qui lui provient de l'ouest. Son territoire essentiellement orienté sud-nord présente une excroissance vers l'ouest, où sa limite sur la rive nord du Río Jamapa, avant sa confluence. Son chef-lieu est la ville éponyme de Medellín, qui est localisé sur la rive occidentale du Río Jamapa, en amont de sa confluence. Ce territoire couvre une superficie de 398,2 km2, et était peuplé en 2020 de 95 202 habitants, pour une densité de 239,1 habitants par km2.
Elle appartient à la Zona metropolitana de Veracruz (es), qui regroupe les municipalités de Alvarado, Boca del Río, Jamapa, Manlio F. Altamirano, Medellín et Veracruz, pour une population totale de 939 046 habitants.
La municipalité est limitrophe au nord de celle de Boca del Río et de Veracruz, à l'ouest de celles de Manlio Fabio Altamirano et de Jamapa, au sud de celles de Cotaxtla et de Tlalixcoyan, et à l'est de celle d'Alvarado.

## Composition et démographie
La municipalité était composée en 2020 de 155 localités, dont 7 étaient considérées comme urbaines, les autres étant rurales. Peu peuplé, son chef-lieu Medellín n'apparaît pas dans le tableau ci-dessous.
| Localité                                | Population |
| --------------------------------------- | ---------- |
| Fraccionamiento Puente Moreno           | 34 913     |
| El Tejar                                | 11 144     |
| EFraccionamiento Arboledas San Ramón    | 8894       |
| Paso del Toro                           | 5787       |
| Fraccionamiento Arboledas de San Miguel | 4159       |
| Reste des localités                     | 30 305     |
| Total population                        | 95 202     |

En plus de l'espagnol, plusieurs langues amérindiennes sont parlées dans la municipalité, dont les principales sont par ordre d'importance : le nahuatl, le totonaque, le zapotèque, le mazatèque et le mixtèque.

## Histoire
Après la bataille de La Noche Triste en 1520, durant la Conquête du Mexique, Hernán Cortés donna l'ordre à Gonzalo de Sandoval de fonder la ville de Medellín. Le lieu se nommait auparavant en langue nahuatl Tecamachales.
Les limites entre les municipalités de Medellín et de Jamapa sont fixées en 1870.

## Économie

### Agriculture et élevage
La superficie des parcelles semées représentait en 2019 une surface totale de 6068 hectares, parmi lesquels 2060 hectares étaient des espaces de prairies voués au pâturage, 1573 hectares étaient voués à la culture de la canne à sucre, et 1075 hectares voués à la culture du maïs.
En 2019, la production de viande par tonnes comprenait 2690,1 tonnes de viande bovine, 1040,2 tonnes de viande porcine, 31 tonnes de viande ovine, 2,3 tonnes de viande caprine, 949,4 tonnes de volailles, et 5,3 tonnes de dinde. La superficie vouée à l'élevage représentait alors 19 554 hectares.